# لعناترة (سلفات)
لعناترة هي إحدى مشيخات المملكة المغربية، تتبع جغرافيا لإقليم سيدي قاسم وإداريًا لسلفات. يقدر عدد سكانها بـ 4533 نسمة حسب الإحصاء الرسمي للسكان والسكنى لسنة 2004.